# Anita Sharp-Bolster
Anita Sharp-Bolster (Glenlohan, Irlanda, 28 de agosto de 1895 – North Miami, Estados Unidos, 1 de junho de 1985) foi uma atriz norte-americana nascida na Irlanda, que atuou em 88 filmes e 12 telesséries entre 1928 e 1978. Ela às vezes foi creditado como Anita Bolster.

## Filmografia selecionada
- What Money Can Buy (1928)
- S.O.S. (1928)
- Would You Believe It! (1929)
- The Bells (1931)
- The Temperance Fete (1932)
- The Villiers Diamond (1938)
- Saboteur (1942)
- Flesh and Fantasy (1943)
- Forever and a Day (1943)
- The Lodger (1944)
- Passport to Destiny (1944)
- The Thin Man Goes Home (1945)
- The Picture of Dorian Gray (1945)
- My Name Is Julia Ross (1945)
- The Lost Weekend (1945)
- Scarlet Street (1945)
- Dressed to Kill (1946)
- The Two Mrs. Carrolls (1947)
- Dark Passage (1947)
- Love From a Stranger (1947)
- The Woman in White (1948)
- The Perfect Woman (1949)
- Botany Bay (1953)
- Raising a Riot (1955)
- Tears for Simon (1956)
- The Rising of the Moon (1957)
- The Man Who Liked Funerals (1959)
- Alive and Kicking (1959)
- School for Scoundrels (1960)
- The House in Marsh Road (1960)
- The Hands of Orlac (1960)
- On the Beat (1962)